# Elaphria promiscua
Elaphria promiscua là một loài bướm đêm trong họ Noctuidae.